# Тајне петог сталежа
Тајне петог сталежа (енгл. The Fifth Estate) амерички је биографски трилер из 2013. режисера Била Кондона. Филм приказује живот Џулијана Асанжа у време оснивања сајта Викиликс, који се бави објављивањем недоступних докумената од анонимних извора. Филм је снимљен по мотивима романа Дејвида Лија и Лука Хардинга Викиликс: Унутар Асанжовог рата против тајности и Викиликс: Моје време са Џулијаном Асанжом које је написао Асанжов бивши сарадник Данијел Домшајт-Берг.
Наишао је на лоше реакције критичара, публике и самог Асанжа који је изјавио да је филм „лаж заснована на лажима и озбиљан пропагандни напад на Викиликс и његово особље.“

## Улоге
| Глумац             | Улога                |
| ------------------ | -------------------- |
| Бенедикт Камбербач | Џулијан Асанж        |
| Данијел Брил       | Данијел Домшајт-Берг |
| Ентони Маки        | Сем Колсон           |
| Дејвид Тјулис      | Ник Дејвис           |
| Мориц Блајбтрој    | Маркус               |
| Алисија Викандер   | Анке Домшајт-Берг    |
| Стенли Тучи        | Џејмс Бозвел         |
| Лора Лини          | Сара Шо              |
| Карис фан Хаутен   | Биргита Јонсдотир    |
| Питер Капалди      | Алан Расбриџер       |
| Ден Стивенс        | Ијан Кац             |